# Cantone di Reignier-Ésery
Il Cantone di Reignier-Ésery (in precedenza cantone di Reigner) era un cantone francese dell'arrondissement di Saint-Julien-en-Genevois.
A seguito della riforma approvata con decreto del 13 febbraio 2014, che ha avuto attuazione dopo le elezioni dipartimentali del 2015, è stato soppresso.

## Composizione
Comprendeva i comuni di:
- Arbusigny
- Fillinges
- Monnetier-Mornex
- La Muraz
- Nangy
- Pers-Jussy
- Reignier-Ésery
- Scientrier